# ウェスパシアヌスとティトゥス神殿
座標: 北緯41度53分34秒 東経12度29分02秒 / 北緯41.892727度 東経12.483891度
ウェスパシアヌスとティトゥス神殿（ウェスパシアヌスとティトゥスしんでん、ラテン語: Templum Vespasiani et Titi、イタリア語: Tempio di Vespasiano e Tito）は、ローマのフォロ・ロマーノ西端、サートゥルヌス神殿とコンコルディア神殿の間にあった神殿である。ウェスパシアヌス帝と息子のティトゥス帝を神格化して祭っている。ウェスパシアヌスの死後、ティトゥス治世下の紀元79年に着工した。ティトゥスの弟ドミティアヌス帝が紀元87年ごろ完成させ、ティトゥスとウェスパシアヌスを祭る神殿とした。単にウェスパシアヌス神殿と表記されることもある。

## 重要性
古代ローマ史を通して、記念碑を建てることで氏族の名声と栄光を高め、その名を長く後世に伝えようとする傾向があった。そういう意味ではこの神殿は、ウェスパシアヌス (69-79)、ティトゥス (79-81)、ドミティアヌス (81-96) と続いたフラウィウス朝の栄光を称えるための建築物である。ティトゥスとドミティアヌスの関係が良好だったかどうかについては歴史家の間で議論があるが、ドミティアヌスが兄を神格化して皇帝崇拝の対象としたのがフラウィウス氏族の名を高めるためだったことは確かである。ウェスパシアヌスとティトゥスは神格化（アポセオーシス）の儀式によって神とされた。そうすることでウェスパシアヌスとティトゥス（少なくとも彼らのゲニウス）をローマ市民が神として崇拝することが保証されるような伝統があった。当時の皇帝崇拝は一種の国教であり、そうすることで皇帝への忠誠を示し、政治的または外交的姿勢を示す意味もあった。

## 構造
この神殿はコリント式オーダーで、前柱式構造（独立した円柱が広く間隔をおいて配置された構造）の6柱式ポルチコを伴っていた。敷地が限られていたため、奥行き33メートル、幅22メートルと比較的狭い。この神殿とコンコルディア神殿の間の狭い空間に、タブラリウムの壁を背にしたレンガとコンクリートでできた2階建てのヴォールト構造の部屋があり、ティトゥスに捧げられたものと見られている。

## 歴史

### 建設と修復

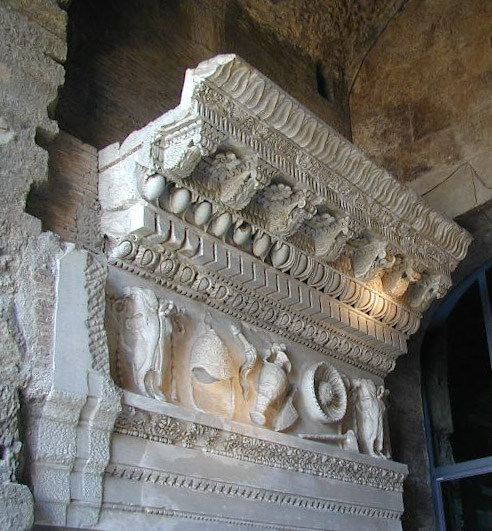
タブラリウムにあるペディメントとフリーズ

ティトゥスが建設を開始し、コンクリート製の土台部分と大理石製の祭壇の中核部分を完成させたと見られている。内装を完成させたのはドミティアヌスで、ティトゥスの死後のことだった。内陣の壁はトラバーチン製で、東方から大変な費用をかけて取り寄せた大理石で内張りされていた。内装は非常に豪華で、フリーズに描かれた神聖なオブジェクトはローマ市内の様々なコッレギウムのシンボルやバッジに使われた。紀元200年から205年ごろ、セプティミウス・セウェルス帝とその息子カラカラがこの神殿を修復させている。

### 中世以降
この神殿は中世期に入ると重大な損傷を受け、特に1300年ごろ（ボニファティウス8世）とニコラウス5世の時代に行われたフォルムの改造の影響を受けた。このとき、フォルムに面した神殿の角が削り取られ、角に尖塔のある要塞として神殿正面を改造している。今日残っているのは、祭壇の中核部分（外装は一部残っている）、内陣のトラバーチン製の壁の一部と神像を設置していた台座の一部、ポルチコ南東角の3本のコリント式円柱だけである。